# La ciudad y los perros (film)
La ciudad y los perros è un film del 1985 diretto da Francisco J. Lombardi.